# Ellie Beer
Ellie Beer (* 3. Januar 2003 in Tugun, Queensland) ist eine australische Sprinterin, die sich auf den 400-Meter-Lauf spezialisiert hat.

## Sportliche Laufbahn
Erste internationale Erfahrungen sammelte Ellie Beer bei den IAAF World Relays 2019 in Yokohama, bei denen sie in 3:32,22 min den fünften Platz im B-Finale der 4-mal-400-Meter-Staffel belegte. Anschließend siegte sie in 3:38,86 min gemeinsam mit Angeline Blackburn, Caitlin Sargent-Jones und Morgan Mitchell bei den Ozeanienmeisterschaften 2019 in Townsville und siegte in 3:23,56 min gemeinsam mit Rebecca Bennett, Tom Willems und Ian Halpin auch in der erstmals ausgetragenen Mixed-Staffel über 4-mal 400 Meter. Im Oktober startete sie dann mit der Frauenstaffel bei den Weltmeisterschaften in Doha und schied dort mit 3:2,64 min in der Vorrunde aus. 2021 nahm sie mit der Staffel an den Olympischen Sommerspielen in Tokio teil und verpasste auch dort mit 3:30,61 min den Finaleinzug. Im Jahr darauf gelangte sie bei den U20-Weltmeisterschaften in Cali mit 52,82 s auf Rang sieben über 400 Meter und belegte mit der Staffel in 3:34,86 min den sechsten Platz. 2023 siegte sie in 52,67 s bei den Pazifikspielen in Honiara und im Jahr darauf siegte sie bei den Ozeanienmeisterschaften in Suva in 51,91 s und stellte damit einen neuen Meisterschaftsrekord auf. Zuvor trat sie mit der 4-mal-400-Meter-Staffel bei den World Athletics Relays 2024 auf den Bahamas an und verpasste dort eine Direktqualifikation für die Olympischen Sommerspielen in Paris. Dort trat sie jedoch über 400 Meter an und schied mit 51,65 s in der Hoffnungsrunde aus.
2025 gewann sie mit der 4-mal-400-Meter-Staffel bei den Hallenweltmeisterschaften in Nanjing in 3:32,65 min gemeinsam mit Ella Connolly, Bella Pasquali und Jemma Pollard die Bronzemedaille hinter den Teams aus den Vereinigten Staaten und Polen.
In den Jahren 2022 und 2024 wurde Beer australische Meisterin im 400-Meter-Lauf.

## Persönliche Bestleistungen
- 400 Meter: 51,47 s, 5. August 2024 in Paris